# Municipio de Pleasant Hill (condado de Cass)
El municipio de Pleasant Hill (en inglés: Pleasant Hill Township) es un municipio ubicado en el condado de Cass en el estado estadounidense de Misuri. En el año 2010 tenía una población de 9063 habitantes y una densidad poblacional de 126,42 personas por km².

## Geografía
El municipio de Pleasant Hill se encuentra ubicado en las coordenadas 38°46′23″N 94°15′50″O / 38.77306, -94.26389. Según la Oficina del Censo de los Estados Unidos, el municipio tiene una superficie total de 71.69 km², de la cual 71.06 km² corresponden a tierra firme y (0.87%) 0.63 km² es agua.

## Demografía
Según el censo de 2010, había 9063 personas residiendo en el municipio de Pleasant Hill. La densidad de población era de 126,42 hab./km². De los 9063 habitantes, el municipio de Pleasant Hill estaba compuesto por el 95.43% blancos, el 0.74% eran afroamericanos, el 0.53% eran amerindios, el 0.51% eran asiáticos, el 0.07% eran isleños del Pacífico, el 1.06% eran de otras razas y el 1.67% pertenecían a dos o más razas. Del total de la población el 3.37% eran hispanos o latinos de cualquier raza.